# Literatura en interlingua
La literatura en interlingua és la col·lecció d'obres escrites en aquesta llengua artificial. La literatura en Interlingua inclou diverses obres originals i traduccions. Alexander Gode va ser un dels primers autors en utilitzar l'interlingua per a resums científics i textos didàctics, com l'Interlingua-English Dictionary i A Brief Grammar of Interlingua for Readers (1954). A partir dels anys 1960, Eric Ahlström va traduir i editar obres de literatura de ficció, com Episodio con perspectiva (1960) i Le nove vestimentos del imperator (1961). Sven Collberg va ser un altre autor destacat amb obres com Alicubi-Alterubi (1954) i Inter le stellas (1975), mentre que Carolo Salicto va publicar diverses obres a la dècada de 1970, incloent-hi Volo asymptotic (1970). Gode també va publicar Un dozena de breve contos (1975). Als anys 1990, es van traduir obres com Le familia del antiquario de Carlo Goldoni (1993) i Le Albergatrice (1995). També es van traduir els contes de Hans Christian Andersen (Contos e historias de H.C. Andersen, 1995) i Le pelegrinage de Christiano de John Bunyan (1994). Vicente Costalago va publicar Juliade i Poemas el 2022, i Kilglan el 2023. El març de 2025, Eduardo Ortega va publicar Sonetto del depression a Posta Mundi.

### Obres originals
- Breinstrup, Thomas (2013) Mysterios in Mexico - un novella criminal
- Costalago, Vicente (2020) Le dece-duo travalios de Heracles
- Costalago, Vicente (2022) Juliade
- Costalago, Vicente (2022) Poemas
- Hak, Esbern (1996) Paletta: dece-duo novellas original
- Scriptor, Marcus (2015) Le polyglotto involuntari e altere contos
- Soreto, Carlos (2020) Anthologia Litterari
- Costalago, Vicente (2023) Kilglan

### Traduccions[a]
- Andersen, H. C. (1975) Septe contos
- Andersen, H. C. (1995) Contos e historias
- Andersen, H.C. (1961) Le nove vestimentos del imperator
- Baldwin, James (2022) Robinson Crusoe scribite de novo pro infantes
- Bang, Herman (1994) Tres novellas
- Arseneault, Daniel (2023) Le torno del mundo in octanta dies
- Bunyan, John (1994) Le pelegrinage de Christiano
- Buzzati, Dino (1992) Tres novellas
- Collberg, Sven (1975) Alicubi, alterubi
- Collberg, Sven (1977) Le Prince e altere sonettos
- Collberg, Sven (1978) Pandora. Scenas mythic in interlingua
- Collberg, Sven (1980) Prosa Pensatas breve e longe in interlingua
- Collodi, Carlo (2018) Pinocchio
- Daudet, Alphonse (2013) Litteras de mi molino
- Doyle, Arthur Conan (2014) Le grande experimento de Keinplatz
- Enfors, Erik (2020) Tres contos per Selma Lagerlöf

| - Frank, Sven (2012) Contos in Interlingua - Gibran, Khalil (2019) Le Propheta - Gode, Alexander (1983) Dece Contos, Beekbergen. - Goldoni, Carlo (1995) Le Albergatrice - Goldoni, Carlo (1993) Le familia del antiquario - Le Fanu, Joseph Sheridan (2015) Contos de phantasmas - Leblanc, Maurice (2014) Arsène Lupin - le fur gentilhomine - Leroux, Gaston (2014) Duo historias terrificante - Macovei, Toma (2019) Ab le auro spiritual del scena e del schermo II - Notarstefano, Italo (2019) Facile contos 1 – contos del humor - Notarstefano, Italo (2019) Facile contos 2 – contos del mysteri - Poe, Edgar Allan (2013) Le Barril de Amontillado, traducite per Patricio Negrete - Poe, Edgar Allan (2013) Le homicidios in le Rue Morgue - Quiroga, Horacio (2013) Contos del foreste - Söderberg, Hjalmar (2012) Le joco seriose - Txékhov, Anton (2006) 11 contos |